# Penalty
Penalty è un'azienda di articoli sportivi brasiliana con sede a São Roque e fondata nel 1970 nella Capitale San Paolo. Il marchio è gestito dal suo proprietario e creatore, Grupo Cambucci.
L'azienda produce principalmente attrezzature da calcio come divise e palloni.

## Storia
Nel 1945 i fratelli Assibe fondarono a San Paolo la Malharia Cambuci SA, azienda di abbigliamento per uomo e donna.
Nel 1970 l'azienda entrò del mercato dei prodotti sportivi per il calcio creando il marchio Penalty.
Negli anni ottanta la Penalty divenne la più grande azienda brasiliana produttrice di palloni da calcio. Durante questo periodo, Penalty acquisì i diritti di produzione delle scarpe Asics e delle racchette da tennis Wilson. 
Nel 1998, l'azienda ha ampliato la propria attività in Argentina, aprendo lì una filiale e siglando accordi con alcune squadre locali.
Penalty è stato sponsor tecnico delle nazionali di calcio della Bolivia, del Bhutan e del Perù, mentre tra il 1993 e il 1999 e poi ancora nel 2001 il marchiò fornì i palloni ufficiali della Copa América e fece da sponsor alle squadre di calcio brasiliane di San Paolo e Grêmio.
Nel 2010, Penalty ha iniziato a sponsorizzare la Lega spagnola di calcio a 5 e, un anno dopo, l'azienda ha firmato un accordo esclusivo con Víctor Valdés, il portiere di calcio del Barcellona e della nazionale spagnola, per il quale Penalty ha disegnato una scarpa esclusiva.